# 今は亡き王女のための
『今は亡き王女のための』（いまはなきおうじょのための）は、村上春樹の短編小説。

## 概要
| 初出     | 『IN★POCKET』1984年4月号                               |
| 収録書籍 | 『回転木馬のデッド・ヒート』（講談社、1985年10月刊行） |

村上は『IN★POCKET』1983年10月号（創刊号）から1984年12月号まで隔月で、聞き書きをテーマとする連作の短編小説を掲載した。副題は「街の眺め」。本作品は1984年4月号に発表されたその4作目である。
題名はモーリス・ラヴェルのピアノ曲「亡き王女のためのパヴァーヌ」から取られている。

## あらすじ
彼女は他人の気持を傷つけることが天才的に上手かった。誰かを傷つけようとし決心したら、どのような王の軍隊をもってしてもそれを防ぐことはできなかった。「僕」は彼女のそういう面がひどく嫌だったが、彼女のまわりの男たちのたいていはそれとまったく同じ理由で彼女のことを高く評価していた。彼らはだいたいがスキーの仲間で、冬休みには長期のスキー合宿をした。
「僕」はスキーにはまったくといっていいくらい興味がなかったのだが、高校時代からの友だちがこのグループに属していて、それなりに彼らに受け入れられるようになった。彼女は石川県あたりの有名な高級旅館の娘だということだった。まわりのみんなは当然彼女が音楽大学に入ってプロ・ピアニストの道を歩むだろうと考えていたが、美術大学に入学し、着物のデザインと染色の勉強を始めた。その当時彼女の歩を妨げるものは何ひとつとして存在しないように思えた。1970年か71年か、そのあたりのことだ。
「僕」は一度だけ彼女を抱いたことがある。抱いたといってもセックスをしたわけではない。酔っ払ってグループの仲間と共にアパートで雑魚寝をしたときに、気がついたらたまたま彼女が「僕」の左腕を枕がわりにしていたのだ。
何年か前あるレコード会社のディレクターと仕事をしたことがある。そのディレクターは必要な話が終ると「女房が以前村上さんのことを存じあげていたそうですよ」と言った。大学の名前とピアノのことを聞いて、僕はやっとそれが彼女であることに思い至った。